# Gozdna železnica Pivka–Javorniki
Gozdna železnica Pivka–Javorniki je bila prometna pot za prevoz lesa iz Javorniških gozdov do žag v Pivki.
Konec 19. stoletja so v Svetem Petru na Krasu, današnji Pivki, postavili večjo žago, ki je predelovala les iz okoliških gozdov, predvsem iz Javornikov. Med prvo svetovno vojno se je zaradi bližnje Soške fronte potreba po žaganem lesu močno povečala. Da bi povečali prizvodnjo rezanega lesa je avstrijsko vojaško poveljstvo odobrilo lastniku žage dobavo potrebnega materiala za graditev gozdne železnice, ki bi žago oskrbovala s potrebno hlodovino.
Leta 1915 je bila proga dograjena. Povezovala je žago v St. Pertu z vznožjem Javornikov. Proga je potekala ob robu lokalne ceste, prečkala reko Pivko in se vila mimo vasi Trnje v pogorje Javornika. Dolžina proge je bila okoli 15, verjetno celo 20 kilometrov. Širina tira ni znana. Domneva pa se, da je bila proga široka 60 cm, kot večina avstrijskih vojaških železnic. Zgrajena je bila iz lahkih tirnic; (teža 8 kg na tekoči meter), pribitih na neimpregnirane tesane lesene pragove, saj proga ni bila predvidena za obratovanje s parnimi lokomotivami.
Na progi je vozilo več lokomotiv, ki jih je poganjal dvovaljni zračno hlajeni bencinski motor z močjo 3,15 KW. Domačini so te lokomotive ljubkovalno imenovali »motorčki«. Obratovalni režim je bil tak, da je »motorček« pripeljal prazne tovorne vagončke v gozd, naloženi pa so se samotežno spuščali v dolino. Na mestih, kjer vagončki niso mogli premagovati vzpona, so pripregli vole ali pa so tovor porivali ruski vojni ujetniki.
Ob koncu prve svetovne vojne so se potrebe po rezanem lesu zmanjšale in železnica je prenehala obratovati. Kmetje so si priskrbeli konje in začeli z vozovi voziti les na žago, kot pred vojno. Opuščeno železnico so okoličani počasi razstavili in pobrali vse kar je bilo vrednega. Tirna vozila so šla v staro železo, žaga v Pivki pa se je ohrnila do današnjih dni (Javor Pivka d.d.). O sami železnici zdaj ni nobenega sledu več.